# Derrick Hatchett
Derrick Kingston Hatchett (Bryan, 14 agosto 1958) è un ex giocatore di football americano statunitense che ha militato nel ruolo di cornerback nella National Football League (NFL).

## Carriera
Al college Hatchett giocò a football a Texas. Fu scelto come ventiquattresimo assoluto nel Draft NFL 1980 dai Baltimore Colts. Vi giocò fino alla prima parte della stagione 1983, dopo di che passò agli Houston Oilers dove concluse l'annata e la carriera. Nell'ultima stagione ebbe un primato personale di 4 intercetti.